# Bornbach (Wrestedter Bach)
Der Bornbach ist ein etwa 11,6 km langer linker Nebenfluss des Wrestedter Bachs im niedersächsischen Landkreis Uelzen.

## Geografie

### Verlauf
Er hat seine Quelle südwestlich von Nienwohlde (Gemeinde Wrestedt, Samtgemeinde Aue). Von dort fließt er in nördlicher Richtung, durchquert das 283 ha große Naturschutzgebiet Bornbachtal, westlich vorbei an Wrestedt und am östlichen Ortsrand von Borne (Stadt Uelzen). Er bildet mit dem von Rechts und Süden kommenden Eisenbach den Wrestedter Bach.